# 2005년 LG 트윈스 시즌
2005년 LG 트윈스 시즌은 LG 트윈스가 KBO 리그에 참가한 16번째 시즌이며, MBC 청룡 시절까지 합치면 24번째 시즌이다. 이순철 감독이 팀을 이끈 2번째 시즌이며, 팀은  두산에게 5승 13패, SK에게 4승 1무 13패로 눌린 것이 결정타로 작용하여 8구단 가운데 세 시즌 연속으로 6위에 머무르며 포스트시즌 진출에 실패했다.

## 타이틀
- 야구 월드컵 은메달: 박기남, 최길성
- KBO 골든글러브: 이병규 (외야수)
- 일구상 우수선수상: 이병규
- 제일화재 프로야구대상 최고타자상: 이병규
- KBS 스페셜 백년드림팀: 김재박 (유격수)
- KBO 올드스타: 김재박 (유격수)
- KBA 올드스타: 강진규 (포수), 이광은 (중견수)
- 올스타 선발: 조인성 (포수), 박용택 (외야수), 이병규 (외야수)
- 올스타전 추천선수: 장문석, 이종열
- 출장(타자): 박용택 (126)
- 득점: 박용택 (90)
- 안타: 이병규 (157)
- 도루: 박용택 (43)
- 희생플라이: 이병규 (7)
- 타율: 이병규 (0.337)
- 멀티히트: 이병규 (51)
- 득점권타율: 박용택 (0.353)
- 견제 아웃: 김정민 (6)
- 선발 GSC: 이승호 (7월 1일 KIA전, 87)

### 퓨처스리그
- 출장(타자): 김재학 (75)
- 3루타: 김재학 (5)
- 홈런: 최길성 (13)
- 북부리그 탈삼진: 서승화 (79)

## 선수단
- 선발투수: 최원호, 김광삼, 왈론드, 이승호, 진필중
- 구원투수: 정재복, 경헌호, 류택현, 민경수, 우규민, 심수창, 이원식, 손상정, 송현우, 박만채, 서승화, 손기현, 김광우, 소소경, 김재현, 신재웅, 장진용, 장준관, 김민기
- 마무리투수: 장문석, 김장준, 신윤호
- 포수: 조인성, 김정민, 최승환
- 1루수: 클리어, 최동수, 박병호, 최길성, 서용빈
- 2루수: 이종열, 박경수, 김태완, 안상준
- 유격수: 한규식, 권용관
- 3루수: 박기남, 안재만, 김우석
- 좌익수: 박용택
- 중견수: 이병규, 오태근
- 우익수: 이대형, 마테오, 정의윤, 안치용
- 지명타자: 이성열, 이시찬

## 같이 보기
- 1990년 LG 트윈스 시즌
- 1994년 LG 트윈스 시즌
- 2008년 LG 트윈스 시즌
- 2014년 LG 트윈스 시즌